# Jake Roberts
Aurelian Smith, Jr., bedre kendt under ringnavnet Jake "The Snake" Roberts, (født 30. maj 1955) er en tidligere amerikansk wrestler, der er mest kendt for sin tid i World Wrestling Federation (i dag, WWE). Han er søn af den tidligere wrestler Aurelian "Grizzly" Smith. Roberts havde to succesrige perioder hos World Wrestling Federation – den ene fra 1986 til 1992 og den anden fra 1996 til 1997. Derudover wrestlede han også i World Championship Wrestling (WCW) og den mexicanske wrestlingorganisation Asistencia Asesoría y Administración (AAA).  
Gennem karrieren var han kendt for sine intense og intellektuelle interviews, sin mørke karisma og sin omfattende brug af psykologi i kampene. Brugen af psykologi i kampene er han blevet krediteret for at have lært bl.a. The Undertaker og Steve Austin. Han er desuden krediteret for at have opfundet DDT'en, som han ofte brugte til at afgøre kampene med.
Smith nåede størst succes i rollen som Jake "The Snake" Roberts i WWF i 1980'erne, hvor han fejdede med blandt andre Randy Savage, Hulk Hogan og André the Giant. I 1987 wrestlede han foran 93.000 ved WrestleMania III i en kamp mod The Honky Tonk Man, hvor han gik til ringen sammen med rockstjernen Alice Cooper. Efter flere års pause vendte Roberts tilbage til WWF i 1996, hvor han nåede finalen i den årlige King of the Ring-turnering og tabte til Steve Austin. Roberts forlod WWF i 1997. 
I 1999 medvirkede Smith i wrestlingdokumentaren Beyond the Mat, hvor hans massive stof-, pille- og alkoholmisbrug blev dokumenteret. WWE dokumenterede hans karriere og misbrug i dokumentaren Pick Your Poison i 2005. 
Efter flere årtiers misbrug flyttede Smith ind hos den tidligere WCW-wrestler Diamond Dallas Page, hvor han begyndte på en stof- og alkoholfri yoga-træning for at komme i form til et comeback. I 2014 vendte Jake "The Snake" Roberts tilbage til WWE og blev indsat i WWE Hall of Fame. 